# Liste der Naturdenkmale in Malsch (bei Heidelberg)
| Naturdenkmale | Anzahl |
| ------------- | ------ |
| FND           | 0      |
| END           | 2      |
| Gesamt        | 2      |

Die Liste der Naturdenkmale in Malsch nennt die verordneten Naturdenkmale (ND) der im baden-württembergischen Rhein-Neckar-Kreis liegenden Gemeinde Malsch. In Malsch gibt es insgesamt zwei als Naturdenkmal geschützte Objekte, keines ist ein flächenhaftes Naturdenkmal (FND), beide sind Einzelgebilde-Naturdenkmale (END).
Stand: 26. März 2017.

## Einzelgebilde (END)
| Name                                        | Bild | Kennung     | Einzelheiten | Position | Fläche Hektar | Datum         |
| ------------------------------------------- | ---- | ----------- | ------------ | -------- | ------------- | ------------- |
| Stiel-Eiche Nähe B3                         | BW   | 82260460001 | Malsch       | ⊙        | 0,0           | 26. Feb. 2004 |
| 10 Winterlinden Wallfahrtskirche Letzenberg |      | 82260460002 | Malsch       | ⊙        | 0,0           | 26. Feb. 2004 |
| Legende für Naturdenkmal                    |      |             |              |          |               |               |